# Peder Balke

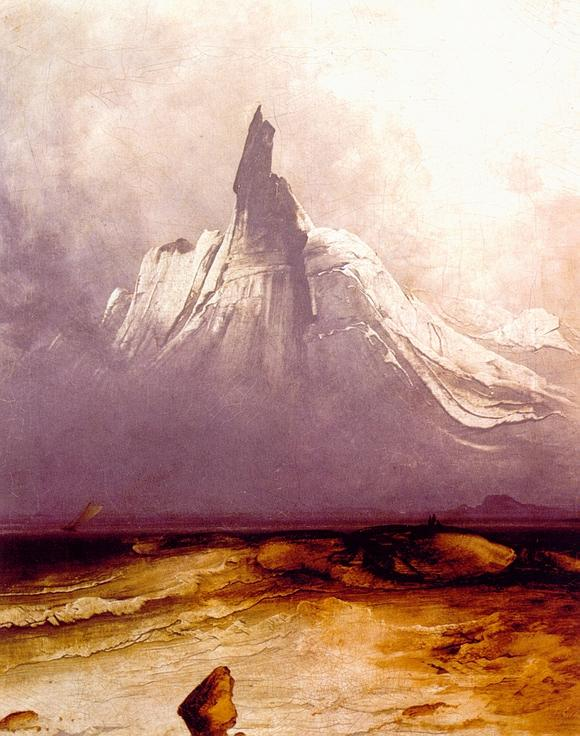
"Stetind i tåke", 1864

Peder Balke, född 4 november 1804 på ön Helgøya i sjön Mjøsa, död 15 februari 1887 i Kristiania, var en norsk landskapsmålare. 
Peder Balke fick sin första undervisning vid Tegneskolen i Kristiania, var därefter Jakob Munchs elev, studerade senare i Stockholm och var 1844 med statsstipendium i Dresden som professor Dahls elev. 
Balkes specialitet var månskensbilder och Nordlandsbilder (efter en studieresa 1833).
Verk av honom finns bland annat i Bergen Billedgalleri (en konstsamling inom nuvarande museet KODE) i Bergen, på Nationalmuseum i Stockholm och på Göteborgs konstmuseum.
Peder Balke var fram till 100-årsutställningen i Kristiania 1914 en nästan bortglömd konstnär, men där väckte hans effektfulla målningar och skisser stor uppmärksamhet.